# Мария Луиза Българска
Вижте пояснителната страница за други личности с името Мария Луиза.
Княгиня Мария Луиза или Мария Луиза Борисова Сакскобургготска е българска княгиня и княгиня фон Кохари.  

## Произход
Мария Луиза е от рода Сакскобургготски. Дъщеря е на Борис III, цар на българите (1918 – 1943), и на съпругата му Йоанна Българска (Джована Савойска). Нейни дядо и баба по бащина линия са Фердинанд I и Мария-Луиза Бурбон-Пармска, италианска принцеса, а по майчина –  италианският крал Виктор Емануил III и черногорската принцеса Елена Петрович-Негош.
Брат ѝ Симеон е цар на българите като Симеон II (1943 – 1946) и министър-председател на България (2001 – 2005).

## Биография
Родена е през 1933 г. като първото дете на цар Борис III. Кръстена е по православен обред от Софийския митрополит Стефан, бъдещ екзарх на Българската православна църква, с името „Мария Луиза“ в чест на покойната ѝ баба и първа българска княгиня на Третата българска държава Мария Луиза, княгиня на Парма и Пиаченца. Неин кръстник е държавникът Александър Малинов, тогава председател на Народното събрание.
Началното си образование получава в двореца, като е записана за редовна ученичка в Началното училище „Неофит Рилски” в София. Преждевременната кончина на баща ѝ на 28 август 1943 г. е съкрушителен удар за нея.
След проведения на 8 септември 1946 г. референдум за обявяване на България за република, на 16 септември Мария Луиза напуска България заедно с майка си царица Йоанна и брат си Симеон II. Живее в Александрия, Египет, където в изгнание се намират дядо ѝ и баба ѝ по майчина линия Виктор Емануил III и Елена Черногорска. Учи в училището „Свето сърце“, обгрижвано от ирландски монахини. 
През 1951 г. се установява със семейството си в Мадрид, Испания. Учи в Училището за милосърдни сестри, което завършва с отличие. 
През 1957 г. се омъжва за Карл Владимир, княз фон Лайнинген (1928-1990), потомък на кралица Виктория и на царя освободител Александър II. През 1958 г. двамата се установяват в Торонто, Канада. От брака им се раждат две момчета. Развеждат се на 4 декември 1968 г. 
На 16 ноември 1969 г. Мария Луиза се омъжва за Бронислав Хробок, син на полковник от полската армия. От брака им се раждат син и дъщеря. Понастоящем Мария Луиза живее със семейството си в град Мадисън, щат Ню Джърси, САЩ.
В чужбина (първо в Канада и после в САЩ) тя е силно ангажирана и посветена на българската кауза. Посещава организирани от българската емиграция събития и благотворителни инициативи. 
Мария Луиза е първият член на Царското семейство, който се завръща в България през 1991 г. Придружава и майка си при последното ѝ посещение в България през 1993 г., когато са 50 години от кончината на цар Борис III. С нейна помощ са подкрепени множество домове за деца без родители, старопиталища и болници.
През 1999 г. е избрана за член на борда на Американския университет в България в Благоевград, а на 3 май 2012 г. е провъзгласена на официална академична церемония за почетен доктор по хуманитарни науки на университета. Остава член на борда до май 2023 г., когато на нейно име е учредена награда и тя е първият ѝ носител. Наградата ще се връчва на личности, допринесли за развитието и популяризиране на Американския университет по света.
През септември 2015 г. брат ѝ Симеон II с нарочен указ я прави „Княгиня фон Кохари“; титлата се прехвърля ѝ на децата ѝ от втория ѝ брак.

## Брак и потомство
Мария Луиза се омъжва два пъти:
∞ 1. 14 февруари 1957 г. в замъка Аморбах, Оденвалд (граждански), 20 февруари 1957 г. в руската православна църква в Кан (религиозно), развод 4 декември 1968, за княз Карл Владимир Ернст Хайнрих фон Лайнинген (* 2 януари 1928, Кобург; † 28 септември 1990, Йерусалим), син на княз Карл фон Лайнинген и на руската велика княгиня Мария Кириловна Романова, от когото има двама сина:
- Карл Борис Франк Маркварт фон Лайнинген (* 17 април 1960, Торонто), ∞ 1. 14 февруари 1987 в Уестфийлд, Ню Джърси, за Милена Манова (* 1962, София; † 2015, Ню Йорк), развод 9 юли 1994, от която има син 2. 11 септември 1998 в Нептюн, Ню Джърси, за Шерил Ан Риглър (* 9 август 1962, Джърси Сити), от която има син и дъщеря
- Херман Фридрих Роланд Фернандо фон Лайнинген (* 16 април 1963, Торонто), ∞ 16 май 1987 в Оуквил, Онтарио, за Дебора Ан Къли (* 2 декември 1961, Белфаст), от която има три дъщери

∞ 2. 16 ноември 1969 г. в Торонто за поляка Бронислав Томаш Анджей Хробок (* 27 август 1933, Катовице;  † 30 юни 2025, Мадисън), син на полковник Павел Хробок и на Мария Церновска, от когото има дъщеря и син:
- Александра Надежда Хробок, княгиня фон Кохари (* 14 септември 1970, Торонто), ∞ 8 септември 2001 в Кашкайш за Жорж Шампалимо Рапозо де Магаляиш (* 16 септември 1970), 3-ти господар на Понте да Барка, наследник на Жоао де Магаляиш, правнук на най-богатия човек в Португалия Антониу Шампалимо и потомък на Фернандо Магелан, от когото има един син и две дъщери
- Павел Аластер Антони Хробок, княз фон Кохари (* 3 май 1972, Торонто), ∞ 2014 за Ариана Оливър Мас, от която има син и дъщеря.